# El existencialismo es un humanismo
«El existencialismo es un humanismo» (1945) es una transcripción taquigráfica de una conferencia del escritor y filósofo francés Jean-Paul Sartre, que se considera el manifiesto del existencialismo.

## Contexto del nacimiento de esta corriente
El existencialismo nació entre guerras, pero tuvo su mayor momento de esplendor después de terminada la Segunda Guerra Mundial.
Dicha corriente de pensamiento causó un gran impacto debido a que en el contexto en el que estaban (entre guerras, con la economía por los suelos y con gran parte de la población diezmada todavía por los proverbiales estragos del conflicto bélico), la mayoría de la sociedad asistía aún perpleja al cruento espectáculo del conflicto armado, incapaz de dilucidar qué podría haber provocado un fenómeno tan devastador, arrastrando consigo al conjunto de las civilizaciones (la batalla, el progresivo individualismo del ciudadano, la cada vez mayor preponderancia de la economía, etcétera). 
No obstante, este pensamiento surge como una proposición contestataria al pacato pensamiento civil, conminando al individuo a percatarse de que era dueño de su propio destino, pero al mismo tiempo indicando que era en sí mismo, en su propia individualidad consciente, donde se urdían tanto sus éxitos como sus fracasos, haciéndolo necesariamente responsable de sus actos. Este antropocentrismo exacerbado echaba por tierra cualquier posibilidad de culpar al entorno de la destrucción del mismo, en un revisionismo hobbesiano que vinculaba al hombre con su capacidad cognitiva de manera decisiva.
De este modo, se aboga por reponer el raciocinio (o, más llanamente, el sentido común) en el ser humano, alegando que, dotado de la capacidad de razonar y analizar desde un sistema lógico su realidad más inmediata, su misión era reconstruir desde el pensamiento la sociedad que había destruido su exceso de vehemencia e impetuosidad, alentándolo a hacerse cargo de su propio destino una vez más.

## Origen de la obra
El lunes 29 de octubre de 1945, el club Maintenant, creado por Jacques Calmy y Marc Beigbeder después de la Segunda Guerra Mundial y la liberación de Francia, organiza en la Salle des Centraux de París,  una conferencia de Jean-Paul Sartre titulada "El Existencialismo es un humanismo".
La conferencia se anunció con bombos y platillos en los principales medios de comunicación y aunque los organizadores presumían cual sería la respuesta, la velada superó todas las previsiones. Boris Vian hizo una recensión en La espuma de los días: empujones, sillas rotas, damas desmayadas, Sartre obligado a abrirse paso a codazos.
Había nacido el existencialismo. Sartre y Simone de Beauvoir se convertían en el símbolo de toda una generación. 
A pesar del éxito de la conferencia, no estaba previsto publicar nada. Un editor lo hizo en 1946 sin contar con el permiso de Sartre.

## Contenido
Sartre primero se dedica a responder las críticas hechas por pensadores cristianos o marxistas, especialmente a las de los comunistas a los que trata de aproximarse.
Luego expresa lo que él entiende suma confusión: hay dos sentidos (especies) existencialistas, que tienen en común el considerar que "la existencia precede a la esencia", están "los cristianos" como Jaspers y Marcel, y están "los ateos" como Heidegger, Perdomo y él mismo.
Su introducción es clara aunque simple y explica lo que es el existencialismo, por lo que es accesible a gente sin formación filosófica. 
El hombre empieza por existir, rodeado de circunstancias: el mundo natural, la cultura de su sociedad; en donde no hay pistas ni señales que indique en sus circunstancias como debe vivir. El hombre es diferente a la naturaleza, tiene conciencia de sí mismo. La cultura va cambiando con el tiempo, es pura subjetividad. Por lo que el hombre es un proyecto que se realiza viviendo, no puede hallarse una esencia que explique qué es ser hombre, él es responsable de sí mismo. Y este "sí mismo", se refiere a la subjetividad entendida en su acepción "imposibilidad de sobrepasar la subjetividad humana" (es la otra noción como "individualismo" lo que confunde y genera rechazo).
El hombre, sin un Dios que justifique sus valores morales o éticos para legitimar su conducta, cada vez que elige se enfrenta a sí mismo sin justificaciones o excusas: condenado a ser libre. Condenado, como un estado o condición impuesta, significa que no elige y sin otra opción es (este "es" como acto no como esencia) libre; y como una condición que angustia de un ser "arrojado al mundo es responsable de todo lo que hace".
La moral existencialista se asemeja al arte, en ambos casos hay creación e invención. Como no puede decirse a priori de un cuadro cómo debe hacerse sino que se juzga como cosa hecha. El hombre vive inmerso en el mundo y se realiza viviendo, un ser que siempre es el mismo frente a situaciones que varían, y elige siempre en ese contexto. Como hombre se enfrenta a sí mismo, y como su existencia es dada por lo que los demás reconocen en él, sus circunstancias también incluye a todos los hombres. Y sólo se puede juzgar, como un juicio lógico, si sus acciones están fundadas en el error o en la verdad: la libertad que se busca así misma desde lo abstraco a lo concreto.
Se puede leer en esta obra las precisiones que Sartre hace sobre el concepto de existencialismo, sobre todo como precisiones filosóficas:

"...entendemos por existencialismo una doctrina que hace posible la vida humana y que, por otra parte, declara que toda verdad y toda acción implica un medio y una subjetividad humana.
Jean-Paul Sartre, El existencialismo es un humanismo

La noción de sentido de la Historia que desarrolla Hegel es rechazada. Para Sartre, la libertad del ser humano está tan unida a su propio devenir que nadie puede predecir, ni siquiera de modo rudimentario qué giro experimentará la Historia. Eso le lleva a rechazar el optimismo marxista.
La moral Kantiana también es rechazada. Sartre toma el ejemplo de un joven ante la decisión de permanecer ocupándose de su madre o unirse a la Resistencia en Londres. En ningún caso la máxima de su acción será moral ya que tendrá necesariamente que sacrificar un "fin en sí" para reducirlo al rango de "medio": abandonar a su madre es el medio de llegar a Londres, abandonar a los resistentes en cambio es el modo de ocuparse de su madre.
Eso ilustra su famosa y específica teoría de los cobardes y los ruines: "A unos de ellos, que se esconderán, por seriedad o por excusas deterministas, su libertad total, los llamaré cobardes; a los otros, que tratarán de demostrar que su existencia es necesaria, cuando es la contingencia misma de la aparición del hombre en la tierra los llamaré ruines".
La posteridad recordará como aforismo tres de sus frases:
- "la existencia precede a la esencia".
- "el hombre está condenado a ser libre".
- "el hombre no nace, se hace".